# Euprosthenopsis lesserti
Espèce
Synonymes
- Euprosthenops lessertii Roewer, 1955
- Euprosthenops armatus garambensis Lessert, 1928

Euprosthenopsis lesserti est une espèce d'araignées aranéomorphes de la famille des Pisauridae.

## Distribution
Cette espèce se rencontre en Afrique de l'Est et en Afrique centrale.

## Description
Le mâle holotype mesure 13 mm.

## Liste des sous-espèces
Selon World Spider Catalog (version 19.5, 27/12/2018) :
- Euprosthenopsis lesserti garambensis (Lessert, 1928)
- Euprosthenopsis lesserti lesserti (Roewer, 1955)

## Publications originales
- Roewer, 1955 : Araneae Lycosaeformia I. (Agelenidae, Hahniidae, Pisauridae) mit Berücksichtigung aller Arten der äthiopischen Region. Exploration du Parc National de l'Upemba Mission G. F. De Witte, vol. 30, p. 1-420.
- Lessert, 1928 : Araignées du Congo recueillies au cours de l'expédition par l'American Museum (1909-1915). Deuxième partie. Revue suisse de Zoologie, vol. 35, p. 303-352 (texte intégral).